# Таллинская обсерватория
Таллинская обсерватория (эст. Tallinna Tähetorn) — астрономическая обсерватория в городе Таллин, Эстония. Располагается в парке Глена в таллинском районе Нымме. Находится в подчинении Таллинского технического университета.

## История

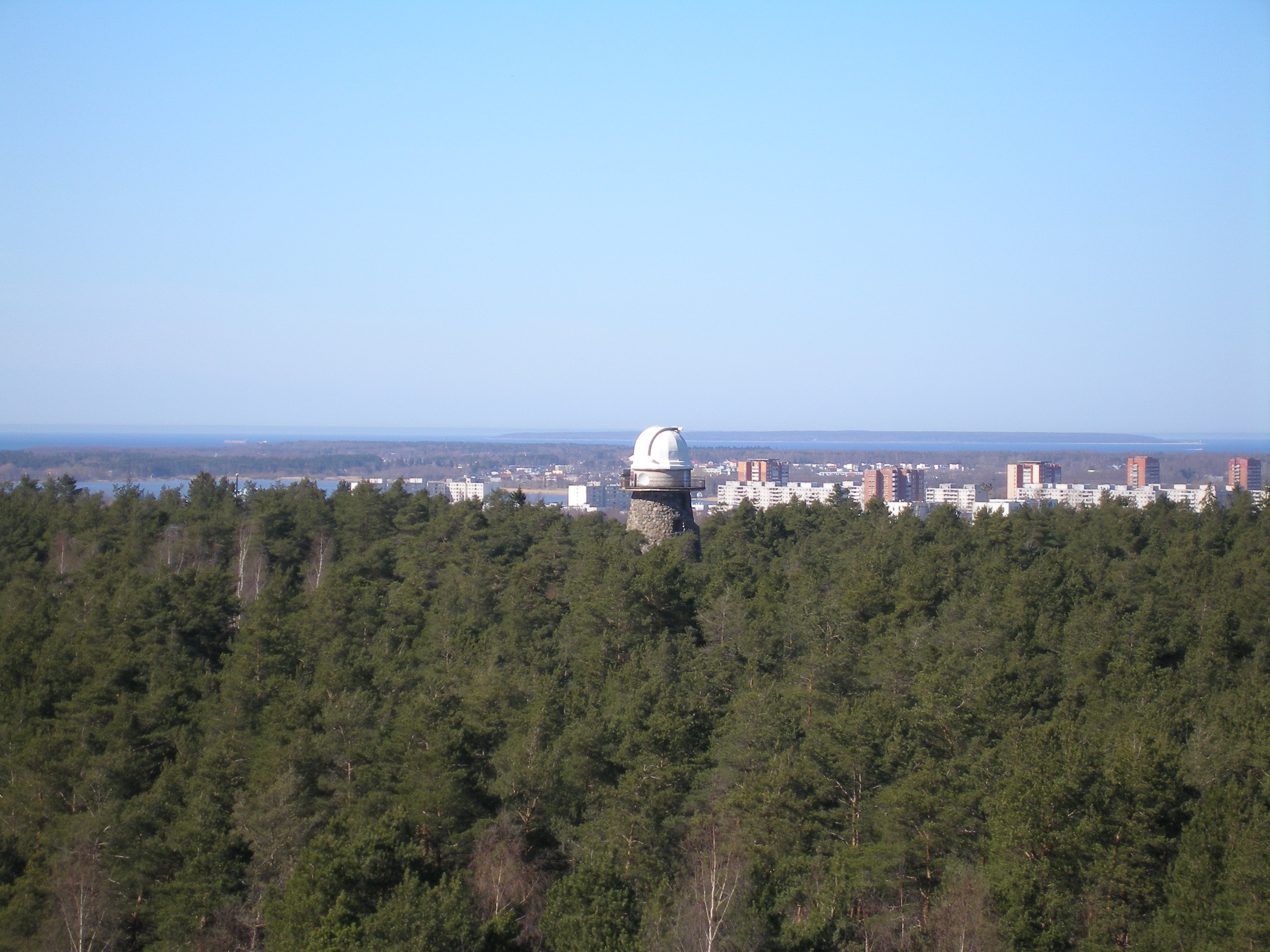
Таллинская обсерватория, вид с воздуха

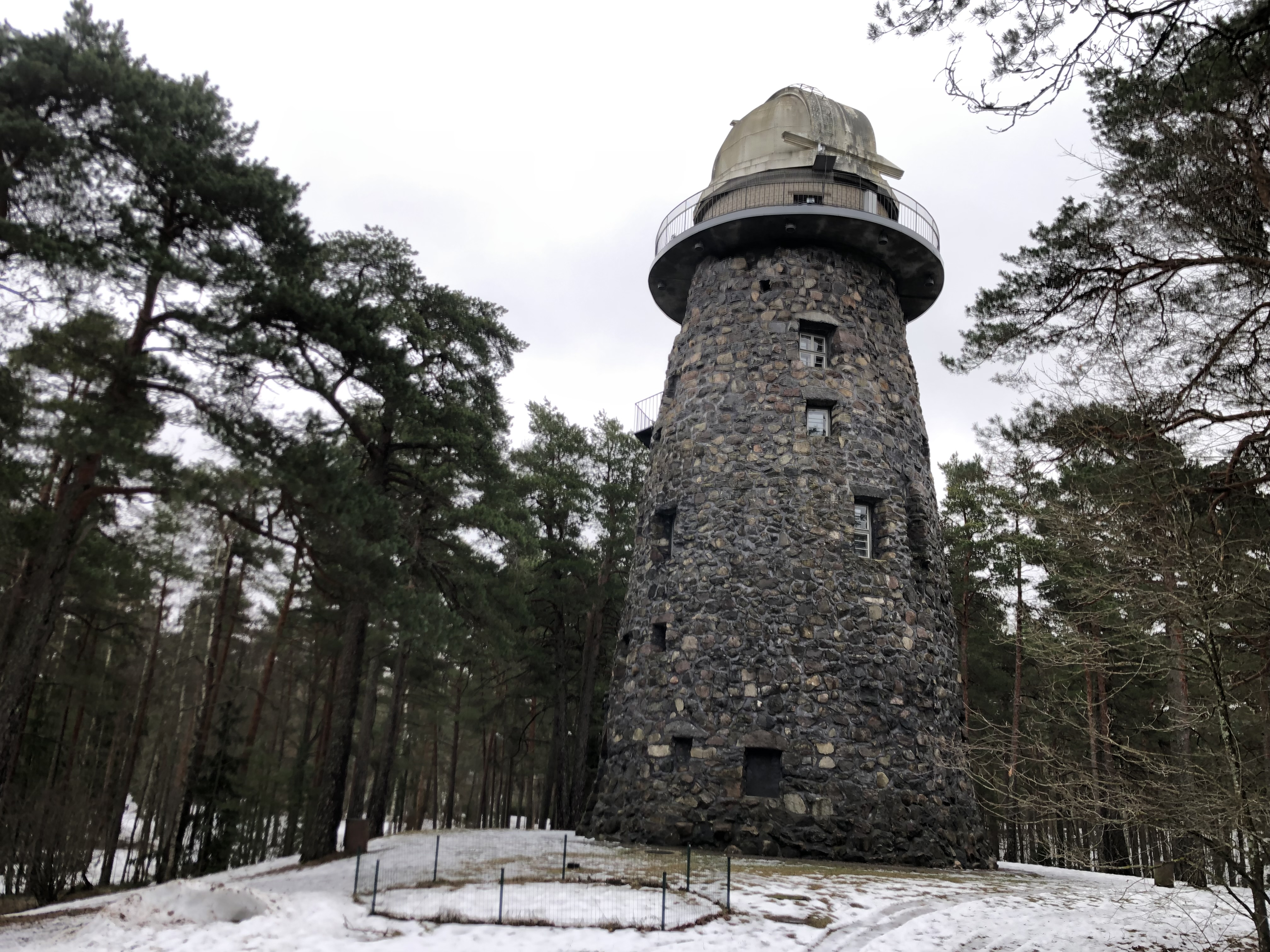
Таллинская обсерватория в зимнее время

Обсерватория располагается в башне, построенной Николаем фон Гленом в начале XX века (строительство закончено около 1910 года). Предположительно фон Глен планировал использовать башню в качестве маяка, однако точное её предназначение неизвестно (среди возможных предположений также рассматриваются мельница и наблюдательная башня). По некоторым данным, в здании время находилась подзорная труба.
Название «Таллинская обсерватория» появилось в конце 50-х годов, тогда оно относилось к небольшой обсерватории, принадлежавшей эстонскому отделению Всесоюзного астрономо-геодезического общества (ВАГО) и располагавшемуся по адресу бульвар Эстония, 15. Она, в свою очередь, была создана Эдгаром Хёпнером (эст. Edgar Hoeppener) как частная обсерватория и была передана Тартускому отделению ВАГО в апреле 1954 года (переименовано в эстонское отделение ВАГО в декабре 1958 года).
Вскоре Президиум Академии наук ЭССР принял решение создать на базе обсерватории отделения ВАГО народную обсерваторию, и в апреле 1959 года был утверждён перспективный план её развития. Первым этапом этого плана предусматривалась реставрация башни Глена и приспособление её для нужд астрономической обсерватории. Сроком завершения работ было обозначено 25 декабря 1960 года. В дальнейшем планировалась постройка двух наблюдательных башен, а также главного здания обсерватории с планетарием и, возможно, подвалом для гравиметрической станции. Этот этап должен был завершиться к 1965 году, и 1970 году число сотрудников обсерватории должно было составить 12 человек. Первоначальные масштабные планы были реализованы лишь частично, однако обсерватория в башне Глена была создана.
Инициатором создания обсерватории следует считать Чарльза Вильмана. После того, как Вильман перешёл на работу в Тартускую обсерваторию, работу продолжил Пеэп Кальв (эст. Peep Kalv) (1934—2002), который и стал её первым директором. На посту директора Кальв оставался до смерти в 2002 году, на годы его работы приходится расцвет обсерватории. С Таллинской обсерваторией связана жизнь и работа эстонских астрономов Чарльза Вильмана, Пеэпа Кальва, Линды Кальв, Юло Кестлане, Вольдемара Харвига и других.
В 1993 году обсерватория была передана в подчинение Таллинскому техническому университету.

## Основные направления деятельности
- Исследование долгопериодических переменных.
- Исследование серебристых облаков.
- Исследование метеоров.
- Популяризация астрономии.
- Учебная деятельность.

## Название
В эстонском языке для понятия обсерватория имеются два слова с одинаковым значением: заимствованное observatoorium и собственное tähetorn, буквально «звёздная башня» (от эстонского täht — «звезда» и torn — «башня»). Таллинская обсерватория называется tähetorn, а новая тартуская — observatoorium. В то же время старая тартуская обсерватория также называется tähetorn. Такое разделение оправдано, так как таллинская и старая тартуская обсерватории располагаются в зданиях, фактически являющихся башнями, тогда как новая Тартуская обсерватория представляет собой комплекс сооружений, включающий как несколько башен с инструментами, так и другие строения.